# Viquipèdia en llatí
La Viquipèdia en llatí (en llatí: Vicipaedia Latina) és la viquipèdia creada l'any 2002. El 2014, aquesta viquipèdia ja té més de 103.000 articles. És l'unica viquipèdia en una llengua morta.